# Melissa Auf der Maur
Melissa Gaboriau Auf der Maur (IPA: ˌɔːf_dər_ˈmaʊər; Montréal, Québec, 1972. március 17.) kanadai énekesnő, dalszerző, fényképész és színésznő.
Karrierje a Tinker nevű rockegyüttesben kezdődött. 1994 nyarán csatlakozott a Hole-hoz. A zenekar több lemezén is játszott, többek között az 1998-as Celebrity Skin albumon. Egy évvel később kilépett a Hole-ból. Kis ideig a Smashing Pumpkins vendég-zenésze volt. Ezután szóló karrierbe kezdett, első nagylemeze 2004-ben jelent meg Auf der Maur címmel. Ezt követte a 2010-es Out of Our Minds. Dolgozott az Indochine-nal, Rufus Wainwright-tal, Ric Ocasekkel és a Neverending White Lights-szal.
Fényképészként és színésznőként is tevékenykedik. Képei megjelentek a National Geographic Magazine-ban és a Sotheby's kiállításain is. Szerepelt a How to Make the Cruelest Month (1998), Beyond Borders (2003) és Collaborator (2011) című filmekben. Férje Tony Stone filmrendező.
A VH1 "A rock & roll 100 legjobb nője" listáján a 68. helyre került, szólóalbumai pedig pozitív visszajelzéseket kaptak.

## Élete
Montrealban született Nick Auf der Maur és Linda Gaboriau gyermekeként. Családja svájci-német származású. Gaboriau Bostonban született. Melissa ezáltal kanadai és amerikai állampolgár. 
Vezetékneve azt jelenti: "a falon", mivel a "maur" szó a német "die Mauer" (fal) szóból származik. Elmondása szerint nagyanyja, Theresia Schaelin-Auf der Maur mindig emlékeztette örökségére.
Három éves koráig nem találkozott apjával. Gaboriau felhívta Nick-et, miután lánya elkezdett kérdezősködni apja kilétéről. Auf der Maur és Gaboriau 1978-ban házasodtak össze, és 1979-ben váltak el. Gyerekkorát Walesben, Kenyában és Marokkóban töltötte.
A Fine Arts Core Education és a Moving in New Directions tanulója volt. A FACE-ben a kórus tagja volt, míg a MIND-ban az "angol elit" közösség tagja volt. Az iskolában kezdte érdekelni a fényképezés; tanulmányait a Concordia Universityn folytatta, ahol 1994-ben diplomázott fotográfiából. 19 éves korában részmunkaidős állást vállalt, mint DJ a helyi Bifteck nevű klubban. Itt találkozott olyan zenészekkel, mint Steve Durand.

## Magánélete
Férje Tony Stone filmrendező. Egy lányuk van, River (2011). Ők a Basilica Hudson tulajdonosai.

## Diszkográfia
- Auf der Maur (2004)
- Out of Our Minds (2010)